# Tarrant Keyneston
Tarrant Keyneston è un comune (parrocchia civile) inglese nel Nord Dorset, situato nell'omonima valle, 8 km a sud-est di  Blandford Forum.  Nel 2011 contava 296 abitanti.